# Prima Divisione 1935 (pallacanestro maschile)
La Prima Divisione 1935 ha rappresentato il secondo livello del 15º campionato italiano di pallacanestro maschile, è stato il 5° organizzato dalla FIP.

## Regolamento
Le 48 squadre iscritte sono state suddivise in 11 gironi tenendo conto dei Comitati di Zona in cui è suddivisa la F.I.P. Le prime classificate di ogni girone si qualificano per la fase finale, dove vengono formati 3 gironi interregionali dai quali usciranno le 3 finaliste che si contenderanno il titolo di Campione Nazionale di Prima Divisione in un girone unico con partite di sola andata. La vincitrice sarà promossa in Divisione Nazionale.

## Gironi di qualificazione

### Comitato Esecutivo di Torino (Ia Zona)
Squadra partecipante:
- FIAT Torino

### Classifica
|  |    | Classifica                      | Pt | G  | V | P | PF | PS |
|  | -- | ------------------------------- | -- | -- | - | - | -- | -- |
|  | 1. | SEF Costanza Milano             | ?? | 14 | ? | ? | ?  | ?  |
|  | 2. | Dop.Filotecnica Milano          | ?? | 14 | ? | ? | ?  | ?  |
|  | 3. | F.G.C.Pavia                     | ?? | 14 | ? | ? | ?  | ?  |
|  | 4. | Sciesa Milano                   | ?? | 14 | ? | ? | ?  | ?  |
|  | 5. | S.G.M. Forza e Coraggio, Milano | ?? | 14 | ? | ? | ?  | ?  |
|  | 6. | Dop. Pirelli Milano             | ?? | 14 | ? | ? | ?  | ?  |
|  | 7. | Dop.Edison Nord Milano          | ?? | 14 | ? | ? | ?  | ?  |
|  | 8. | GS Cesati Pavia                 | ?? | 14 | ? | ? | ?  | ?  |

### Risultati
```
(1ª giornata): F.G.C. Pavia-Dop. Ferrovie Nord-Edison Milano (11-22), Dop. Filotecnica Milano-G.S. Cesati Pavia (32-18). 
(2ª giornata): F.G.C. Pavia-Filotecnica Milano (12-11), Dop. Acciaierie Nord-Edison-G.S. Cesati Pavia (36-22)
(3ª giornata): G.S. Cesati Pavia-Dop. Pirelli Milano (16-30), SEF Costanza Milano-F.G.C. Pavia (34-7). 
(4ª giornata): G.S. Cesati Pavia-SEF Costanza Milano (24-40), Dop. Pirelli Milano-F.G.C. Pavia (18-14) 
(5ª giornata): F.G.C. Pavia-Forza e Coraggio Milano (14-24), G.R. Sciesa Milano-G.S. Cesati Pavia (31-22). 
(6ª giornata): F.G.C. Pavia-G.S. Cesati Pavia (18-10) 
(7ª giornata): G.R. Sciesa Milano-F.G.C. Pavia (21-17), Forza e Coraggio Milano-G.S. Cesati Pavia (18-19)
(8ª giornata): Dop. Ferrovie Nord-Edison Milano - F.G.C. Pavia. (20-23),
(9ª giornata): G.S. Cesati Pavia-Dop. Ferrovie Nord-Edison Milano r.n.d., Filotecnica Milano-F.G.C. Pavia r.n.d.
(10ª giornata): F.G.C. Pavia-SEF Costanza Milano (17-20), Dop. Pirelli Milano-G.S. Cesati Pavia r.n.d.
(11ª giornata): F.G.C. Pavia-Dop. Pirelli Milano (27-25), SEF Costanza Milano-G.S. Cesati Pavia (35-28). 
(12ª giornata): Forza e Coraggio Milano-F.G.C. Pavia (11-25), G.S. Cesati Pavia-G.R. Sciesa Milano (r.n.d.). 
(13ª giornata): F.G.C. Pavia-G.S. Cesati Pavia (22-12).
(14ª giornata): G.S. Cesati Pavia-Forza e Coraggio Milano (23-24).F.G.C. Pavia-G.R. Sciesa Milano (25-29). 
(fonte: Il Popolo di Pavia,1935)
```

- Al termine della stagione FGC e Cesati Pavia vennero fuse nel G.U.F.Pavia che venne ammesso alla Divisione Nazionale 1935/36

### Comitato Esecutivo Venezia (IIIa Zona)
Squadra partecipante:
- A.S.F. "C. Reyer"

### Comitato Esecutivo Trieste (Va Zona)

#### Classifica
|  |    |                        | Pt | G | V | N | P | GF  | GS  |
|  | -- | ---------------------- | -- | - | - | - | - | --- | --- |
|  | 1. | Ginnastica Triestina B | 10 | 6 | 4 | 2 | 0 | 112 | 87  |
|  | 2  | ACEGA Trieste          | 10 | 6 | 4 | 2 | 0 | 100 | 114 |
|  | 3  | CRDA Monfalcone        | 9  | 6 | 3 | 3 | 0 | 87  | 80  |
|  | 4  | DL Pubblico Impiego    | 7  | 6 | 1 | 5 | 0 | 117 | 135 |

#### Risultati
| Risultati girone       | ACTs  | MON   | GTs   | PITs  |
| ---------------------- | ----- | ----- | ----- | ----- |
| ACEGA Trieste          |       | 14-13 | 4-18  | 29-27 |
| CRDA Monfalcone        | 11-12 |       | 11-13 | 15-10 |
| Ginnastica Triestina B | 23-11 | 15-19 |       | 22-26 |
| DL Pubblico Impiego    | 22-30 | 16-18 | 16-21 |       |

### Comitato Esecutivo Genova (VIa Zona)
Squadre partecipanti:
- S.G. Mameli Genova
- GUF Genova B
- FGC Camogli

### Comitato Esecutivo Bologna (VIIa Zona)
Squadra partecipante:
- Virtus Bologna B

Unica squadra iscritta che, però, rinuncia a giocare la fase finale.

### Comitato Esecutivo Firenze (VIIa Zona)
Squadre partecipanti:
- GUF Pisa
- GUF Siena
- GUF Firenze
- GUF Livorno
- G.R.F. "G.Berta"
- FGC Livorno
- Ist. Vittorio Emanuele Livorno

#### Risultati
- FG Livorno - GR Berta 13-8

### Comitato Esecutivo Ancona (IXa Zona)
Squadre partecipanti:
- FG Arnaldo Mussolini Ancona
- GUF Macerata
- FGC Macerata
- GUF Camerino
- GUF Ancona

Girone vinto dalla F. G. Arnaldo Mussolini Ancona che però rinuncia a giocare la fase finale.

### Risultati
| Roma 24 marzo 1935 | Ginnastica Roma B | 14 – 21 | Lazio Roma |  |

| Roma 31 marzo 1935 | Lazio Roma | 24 – 6 | Ginnastica Roma B |  |

### Comitato Esecutivo Napoli (XIIIa Zona)
Squadre partecipanti:
- Pallacanestro Napoli B
- GUF Napoli

La formazione del GUF Napoli che nell'estate 1935 gioca a Palermo

- FGC III gruppo "F. Belfiore", Napoli
- FGC IV gruppo "G. Grassi", Napoli
- NUF Castellammare
- ACC Aeronautica Caserta
- FGC "C. Battisti", Bagnoli
- GS "A.Padovani"

#### Risultati
- GUF Napoli - NUF Castellammare 2-0
- FGC III gruppo - FGC IV gruppo 15-9
- NUF Castellammare - GS Padovani 14-12
- Pallacanestro Napoli B - FGC IV gruppo 44-2
- ACC Aeronautica Caserta - FGC III gruppo 28-8
- ACC Aeronautica Caserta - FGC IV gruppo 30-6
- Pallacanestro Napoli B - FG Bagnoli 32-1
- GS Padovani - GUF Napoli 22-6
- FGC IV gruppo - GUF Napoli 27-6
- FGC III gruppo - Pallacanestro Napoli B 13-8
- NUF Castellammare - FG Bagnoli 32-2
- ACC Aeronautica Caserta - GS Padovani 23-21
- Pallacanestro Napoli B - GUF Napoli 58-4
- GS Padovani - FG Bagnoli 11-8
- Pallacanestro Napoli B - ACC Aeronautica Caserta 27-13
- FG Bagnoli - ACC Aeronautica Caserta 4-30
- NUF Castellammare - GUF Napoli 16-2
- Pallacanestro Napoli B-NUF Castellammare 38-6
- FG Bagnoli - FGC III gruppo 7-13
- ACC Aeronautica Caserta - GUF Napoli 34-9
- Pallacanestro Napoli B - GS Padovani 2-0
- ACC Aeronautica Caserta-NUF Castellammare 17-4
- FGC IV gruppo - ACC Aeronautica Caserta 12-34

### Comitato Esecutivo Bari (XIVa e XVa Zona)

#### Girone A

##### Classifica
|  |    | girone pugliese A      | Pt | G | V | N | P | GF  | GS  |
|  | -- | ---------------------- | -- | - | - | - | - | --- | --- |
|  | 1. | A.P. Littoria Carrassi | 12 | 6 | 6 | 0 | 0 | 163 | 62  |
|  | 2  | G.U.F. Bari            | 8  | 6 | 4 | 2 | 0 | 113 | 39  |
|  | 3  | G.U.F. Taranto         | 2  | 6 | 1 | 5 | 0 | 80  | 124 |
|  | 4  | G.U.F. Lecce           | 2  | 6 | 1 | 5 | 0 | 26  | 157 |

##### Risultati
| Risultati girone       | CAR   | TAR   | BAR   | LEC  |
| ---------------------- | ----- | ----- | ----- | ---- |
| A.P. Littoria Carrassi |       | 35-13 | 17-15 | 52-9 |
| G.U.F. Taranto         | 18-26 |       | 11-21 | 0-2* |
| G.U.F. Bari            | 0-2** | 35-6  |       | 40-3 |
| G.U.F. Lecce           | 7-31  | 5-32  | 0-2** |      |

* a tavolino per utilizzo di giocatori squalificati
** a tavolino per forfait squadra avversaria 

#### Girone B

##### Classifica
|  |    | girone pugliese B | Pt | G | V | N | P | GF  | GS  |
|  | -- | ----------------- | -- | - | - | - | - | --- | --- |
|  | 1. | U.S. Bari         | 12 | 6 | 6 | 0 | 0 | 217 | 55  |
|  | 2  | N.U.F. Trani      | 4  | 6 | 2 | 4 | 0 | 78  | 106 |
|  | 3  | G.U.F. Foggia     | 4  | 6 | 2 | 4 | 0 | 89  | 96  |
|  | 4  | G.U.F. Matera     | 4  | 6 | 2 | 4 | 0 | 39  | 166 |

##### Risultati
| Risultati girone | BAR  | TRA  | FOG   | MAT  |
| ---------------- | ---- | ---- | ----- | ---- |
| U.S. Bari        |      | 44-9 | 40-19 | 41-9 |
| N.U.F. Trani     | 4-25 |      | 25-15 | 36-7 |
| G.U.F. Foggia    | 7-13 | 13-4 |       | 6-8  |
| G.U.F. Matera    | 7-54 | 2-0* | 6-29  |      |

* a tavolino per forfait squadra avversaria 

#### Finale
| Bari 7 aprile 1935 | U.S. Bari | 22 – 8 | A.P. Littoria Carrassi |  |

| Bari 14 aprile 1935 | A.P. Littoria Carrassi | 0 – 2 (per forfait) | U.S. Bari |  |

## Gironi di Semifinale

### Classifica
|  |    | Classifica         | Pt | G | V | P | PF  | PS  |
|  | -- | ------------------ | -- | - | - | - | --- | --- |
|  | 1. | SG Costanza Milano | 11 | 6 | 5 | 1 | 148 | 99  |
|  | 2. | GUF Pisa           | 10 | 6 | 4 | 2 | 128 | 104 |
|  | 3. | Dop. Fiat Torino   | 8  | 6 | 2 | 4 | 128 | 129 |
|  | 3. | Mameli Genova      | 7  | 6 | 1 | 5 | 101 | 173 |

#### Risultati
| Risultati          | Mil   | Pis   | Tor   | Gen   |
| ------------------ | ----- | ----- | ----- | ----- |
| SG Costanza Milano |       | 22-21 | -     | 34-19 |
| GUF Pisa           | 17-11 |       | 18-15 | 30-14 |
| Dop. Fiat Torino   | -     | -     |       |       |
| Mameli Genova      | -     | -     | 24-33 |       |

### Classifica
|  |    | Classifica             | Pt | G | V | P | PF | PS |
|  | -- | ---------------------- | -- | - | - | - | -- | -- |
|  | 1. | Reyer Venezia          | 5  | 3 | 2 | 1 | 58 | 48 |
|  | 2. | Ginnastica Triestina B | 4  | 3 | 1 | 2 | 48 | 58 |

### Risultati
| Venezia 19 maggio 1935 | Reyer Venezia | 22 – 16 | Ginnastica Triestina B |  |

| Trieste 26 maggio 1935 | Ginnastica Triestina B | 12 – 9 | Reyer Venezia |  |

| Udine 30 giugno 1935 | Reyer Venezia      | 27 – 20 (19-7) | Ginnastica Triestina B | \| Arbitro: \| Antonini di Milano \| |
| Arbitro:             | Antonini di Milano |                |                        |                                      |

### Classifica
|  |    | Classifica      | Pt | G | V | P | PF | PS |
|  | -- | --------------- | -- | - | - | - | -- | -- |
|  | 1. | U.S. Bari       | 7  | 4 | 3 | 1 | 75 | 66 |
|  | 2. | S.S.P. Napoli B | 6  | 4 | 2 | 2 | 72 | 76 |
|  | 3. | S.S. Lazio      | 5  | 4 | 1 | 3 | 61 | 66 |

### Risultati
| Risultati       | USMi  | Gen   | Tor   |
| --------------- | ----- | ----- | ----- |
| S.S. Lazio      |       | 22-14 | 16-17 |
| U.S. Bari       | 14-10 |       | 24-12 |
| S.S.P. Napoli B | 21-13 | 22-23 |       |

## Girone finale

### Classifica
|  |    | Classifica         | Pt | G | V | P | PF | PS |
|  | -- | ------------------ | -- | - | - | - | -- | -- |
|  | 1. | SG Costanza Milano | 4  | 2 | 2 | 0 | 36 | 26 |
|  | 2. | Reyer Venezia      | 3  | 2 | 1 | 1 | 52 | 43 |
|  | 3. | U.S. Bari          | 2  | 2 | 0 | 2 | 28 | 47 |

### Risultati
| Aquila 12 luglio 1935 | Reyer Venezia   | 33 – 21 (19-3) | U.S. Bari | \| Arbitro: \| Testa di Torino \| |
| Arbitro:              | Testa di Torino |                |           |                                   |

| Aquila 13 luglio 1935 | SG Costanza Milano | 14 – 7 (3-1) | U.S. Bari | \| Arbitro: \| Bia di Genova \| |
| Arbitro:              | Bia di Genova      |              |           |                                 |

| Aquila 14 luglio 1935 | SG Costanza Milano | 22 – 19 (8-9;19-19) | Reyer Venezia | \| Arbitro: \| Ugolini di Bologna \| |
| Arbitro:              | Ugolini di Bologna |                     |               |                                      |

## Verdetti
- Campione d'Italia di Prima Divisione e promossa in Divisione Nazionale:  SG Costanza Milano

Formazione: Marinoni, L. Ferrari I, Raimondi, Erba, Ferrari II, Parmigiani.
- - Squadre Campioni di Zona di Prima Divisione 1935: Reyer Venezia e U.S. Bari.

- -     - La SG Costanza Milano non si iscriverà al successivo campionato di Divisione Nazionale al suo posto verrà iscritta, seppur in ritardo, la Reyer Venezia

- -     -       - Pur non aventi diritto sportivo, al campionato di Divisione Nazionale 1936 vengono ammessi d'ufficio il GUF Pavia ed il GUF Pisa